# اچ‌اس‌بی‌سی فرانسه
اچ‌اس‌بی‌سی فرانسه (انگلیسی: HSBC Finance) شرکت خدمات مالی و بانکداری فرانسوی است، که در سال ۱۸۷۸ تأسیس شد.